# Église Saint-Étienne de Frans
Pour les articles homonymes, voir Église Saint-Étienne et Saint-Étienne (homonymie).
L'église Saint-Étienne est une église située en France sur la commune de Frans dans le département de l’Ain en région Auvergne-Rhône-Alpes.
Elle fait l'objet d'une inscription au titre des monuments historiques depuis le 9 avril 2008.

## Présentation
L'église est située dans le département de l'Ain, sur la commune de Frans. L'édifice est inscrit au titre des monuments historiques en 2008.